# Sergio Escudero (1964)
Sergio Escudero (エスクデロ・セルヒオ Escudero Sergio?, nacido el 10 de febrero de 1964) es un exfutbolista japonés que se desempeñaba como centrocampista. Su hijo Sergio Ariel Escudero también es futbolista. 

## Trayectoria

### Clubes
| Club               | País      | Año         |
| ------------------ | --------- | ----------- |
| Vélez Sarsfield    | Argentina | ????        |
| Chacarita Juniors  | Argentina | 1984 - 1986 |
| Granada            | España    | 1987 - 1988 |
| Atlanta            | Argentina | 1990 - 1991 |
| Urawa Red Diamonds | Japón     | 1992        |